# Копачке
Копачке (енгл. Football boots) су врста обуће која се носи приликом играња фудбала. Израђују се од коже или сродних материјала, а на ђону имају одређени број металних или пластичних крампона.

## Историјат
Први трагови о постојању копачки датирају још из XVI века. Др Хајвард, са Универзитета у Саутхемптону, пронашао је у списку од 17.000 делова одеће да је краљ Хенри VIII поседовао пар ципела посебно направљених за играње фудбала. Израђене су од стране његовог личног обућара по цени од 4 шилинга, што је приближно једнако данашњих 100 фунти. Биле су дубоке како би чланак био заштићен, направљене од јаке коже и будући да су имале метални ђон са гвозденим ексерима уместо крампона, биле су знатно теже од обичних ципела које су се носиле у то време.
У наредних 300 година, популарност фудбала је нагло расла, али је и даље више био неорганизована и незванична разонода са тимовима локалних села и фабрика тадашњег времена. По први пут, правила ове игре појавила су се у Кембриџу 1848, али нису била прихваћена. За време 50-их година XIX века многи клубови широм Велике Британије играли су фудбал, али он се разликовао од једног до другог места. Неки клубови су доносили своја правила, а најпознатија су била „Шефилдска фудбалска правила“ из 1867. Такође, 1862, Џон Чарлс Тринг изнео је своју врсту правила која су имала утицаја у стварању првих „фиксних“ правила.
Та правила имала су за последицу стварање првог фудбалског савеза – Фудбалске асоцијације (енгл. The Football Association). Дана 26. октобра 1863. капитени, секретари и остали представници десетак клубова из Лондона и околине састали су се у Фримејсон таверни у Лондону како би регулисали и донели коначна правила игре која су у наредним годинама више пута допуњавана.

### Копачке у 19. веку
Пре доношења првих званичних правила, у првој половини XIX века, фудбалске патике су заправо биле обичне радне чизме, које су биле чврсте, тешке и са металним ојачањима код прстију и било је врло тешко трчати или шутирати лопту у њима. Временом су се радничке ципеле мењале, метални ексери су додавани на ђон како би се онемогућило клизање. Ипак, пошто је то било веома опасно, Фудбалска асоцијација донела је, у другој половини XIX века, правила којима су тражила су да крампони морају бити заобљени, да нису дозвољени ситни метални крампони, као ни метални ђон. Временом се прелази на кожне крампоне, који су морали бити мањи од пола инча (1,25cm). Крајем XIX века од чизама за посао дошло се до правих, кожних копачки наменски прављених за играње фудбала.

### Копачке од 1900. до 1940.
Стил копачки је током овог периода остао врло сличан, будући да је ово време било прожето ратовима. Ипак, појавило се неколико произвођача копачки који и данас врло успешно раде, као што су Гола (1905) и Хумел (1923). Посебно су значајна браћа Рудолф и Адолф „Ади“ Даслер који су 1924. године основали су фирму Фабрика обуће „Браћа Даслер“, а 1925. почели су са производњом копачки које су имале 6 или 7 крампона које је било могуће мењати сходно временским условима. Ове копачке биле су врло тражене и представљале су праву револуцију у тадашњем свету фудбалске обуће.

### Копачке од 1940-их до краја 1960-их
Дизајн и спољашњи изглед копачки битно је промењен после Другог светског рата, када је вадушни транспорт постао повољнији и када се играло више међународних утакмица. Нагло су постале популарне флексибилније копачке које су носили Јужноамериканци на Светским Првенствима, чије су техника и финте одушевиле све оне који су их гледали. Произвођачи су креирали ове моделе копачки да буде лакша, са акцентом на ударац и контролу лопте, а не само обичан комад обуће који ће штитити стопало.
Крајем 40-их, дошло је до раскола у фирми браће Даслер. Адолф отвара своју фирму Адидас, док његов брат Рудолф отвара компанију Пума. Тада је почело велико ривалство које траје и данас, иако двојица оснивача више нису жива.

### Копачке од 1970-их до данас
Од седамдесетих година ХХ века па до данас, технологија израде копачки је значајно напредовала, дизајн копачки непрекидно се усавршава, копачке су све лакше а код многих компанија је врло често наручивање потпуно уникатно дизајнираних модела, са бојама и изгледом по жељи наручиоца. Копачке су прављене од различитих материјала, од кенгурове коже, преко телеће и кравље па све до данашњих лаганих копачки од алтернативних материјала.

## Различити типови копачки данас
У зависности од типа подлоге, врсте спорта па чак и позиције на којој игра играч, постоје другачији типови копачки са значајним разликама код крампона.
- Ливени крампони – За играње по повољним временским условима на чврстом травнатом терену, обично се носе копачке са ливеним пластичним крампонима, којих има више него код осталих типова копачки и најчешће су округли. Омогућавају већу површину приликом гажења чиме се смањује шанса за прављење жуљева.
- Шрафљени крампони – За терене са мекшом травнатом подлогом, за време или након кише, препоручује се ношење копачки са шрафљеним, дужим металним крампонима. Код овог типа копачки, додатна погодност је то што се крампони лако могу заменити краћим ако се игра на чврстој подлози.
- „Жилет“ крампони – Копачке са танким крампонима правоугаоног облика, неравномерно распоређеним по ђону копачке. Најчешће се користе за терене који су између меких и тврдих.[8]Копачка са шест металних крампона

За фудбал у затвореном, односно футсал, користе се посебне патике. Имају раван, гумени ђон који служи да омогући максимално приањање за подлогу како не би дошло до проклизавања.
Копачке са ливеним жилет крампонима у теорији би требало да обезбеде максималну тракцију за травнату површину и умање ризик од повреде зглоба. Ипак, овај тип копачки жестоко је критикован у Великој Британији због потенцијалног изазивања озбиљних повреда код играча. Манчестер Јунајтед је забранио својим играчима да носе копачке са таквим крампонима након што су играчи попут Вејна Рунија и Дејвида Бекама више пута изнова повређивали метатарзалне кости стопала.

## Најпознатије марке
У почетку све копачке биле су црне боје. Данас, међутим, доступне су у најразличитијим дизајновима и бојама, а поред црних најчешће су плаве, беле, црвене, зелене, жуте, сиве, златне па чак и розе. Најпознатије компаније које се баве производњом копачки су Најк, Адидас, Умбро и Пума али свој део тржишта имају и мало мање познате марке као Хумел, Дијадора, Келме...

## Галерија слика
- Копачке
- Фернандо Торес са наградом Златна копачка
- Еволуција копачки
- Копачке из 1950их